# 가흥동
가흥동(可興洞)은 대한민국 경상북도 영주시의 동이다.

## 개요
가흥동은 광복 후에 새로 형성된 마을로 큰절이 있다고 ‘한절마’, 부자가 되길 기원하는 뜻에서 ‘대부내’ 등의 자연부락이 있다. 문정동은 글을 좋아하는 선비들이 많아서 ‘글밭’(文田)이라는 지명과 큰 하천이 있어 항상 시원하고 큰 정자도 있어 ‘한정’(寒亭)이라 하였으며 문전과 한정을 합하여 문정이라 하였다.

## 법정동
- 가흥동
- 문정동
- 고현동
- 창진동
- 상줄동
- 아지동

## 교육
- 영주가흥초등학교
- 영주서부초등학교
- 영주여자중학교
- 영주제일고등학교

## 주거
| 단지명                    | 건설사                  | 시행사         | 주소                | 입주       | 비고 |
| ------------------------- | ----------------------- | -------------- | ------------------- | ---------- | ---- |
| 영주가흥 주공 3단지       | 계룡건설산업 유진건설㈜ | 대한주택공사   | 가흥로 343 (가흥동) | 2003년 4월 |      |
| 영주가흥 더 리브 스위트엠 | SGC이테크건설           | 대한토지신탁㈜ |                     | 2021년 9월 |      |
| 영주가흥 사랑으로 부영    | ㈜부영주택              | ㈜부영주택     | 대동로 7 (가흥동)   | 2016년 9월 |      |

## 교통
- 영주시외버스터미널

## 기타
- 삼판서고택